# Jonathan Miller (hockey sur glace)
Pour les articles homonymes, voir Jonathan Miller et Miller.
Jonathan Tanner Miller, dit J.T., (né le 14 mars 1993 à East Palestine dans l'État de l'Ohio aux États-Unis) est un joueur professionnel américain de hockey sur glace. Il évolue au poste d'attaquant.

## Biographie

### Carrière en club
Il commence sa carrière en 2009 dans l'United States Hockey League avec les États-Unis. Il est choisi au premier tour, en quinzième position par les Rangers de New York lors du Repêchage d'entrée dans la LNH 2011. Le 5 février 2013, il joue son premier match dans la Ligue nationale de hockey avec les Rangers chez les Devils du New Jersey. Deux jours plus tard, il marque ses deux premiers buts face aux Islanders de New York. 
Le 26 février 2018, il est échangé au Lightning de Tampa Bay avec Ryan McDonagh en retour du défenseur Libor Hajek, des attaquants Brett Howden et Vladislav Namestnikov ainsi qu'un choix de 1ère ronde en 2018 et un choix conditionnel de 2e tour en 2019. 
Le 22 juin 2019, il est échangé aux Canucks de Vancouver en retour d'un choix de 3e tour en 2019, d'un choix conditionnel de 1er tour en 2020 et du gardien Marek Mazanec.

### Carrière internationale
Il représente les États-Unis en sélections jeunes.

## Statistiques

### En club
| Saison     | Équipe                       | Ligue      |     | Saison régulière | Saison régulière | Saison régulière | Saison régulière | Saison régulière |    | Séries éliminatoires | Séries éliminatoires | Séries éliminatoires | Séries éliminatoires | Séries éliminatoires |
| Saison     | Équipe                       | Ligue      | PJ  | B                | A                | Pts              | Pun              | PJ               | B  | A                    | Pts                  | Pun                  |                      |                      |
| 2009-2010  | US National Development Team | USHL       | 29  | 5                | 7                | 12               | 32               | -                | -  | -                    | -                    | -                    |                      |                      |
| 2010-2011  | US National Development Team | USHL       | 21  | 3                | 12               | 15               | 48               | -                | -  | -                    | -                    | -                    |                      |                      |
| 2011-2012  | Whalers de Plymouth          | LHO        | 61  | 25               | 37               | 62               | 61               | 13               | 2  | 8                    | 10                   | 18                   |                      |                      |
| 2011-2012  | Whale du Connecticut         | LAH        | -   | -                | -                | -                | -                | 8                | 0  | 1                    | 1                    | 2                    |                      |                      |
| 2012-2013  | Whale du Connecticut         | LAH        | 42  | 8                | 15               | 23               | 29               | -                | -  | -                    | -                    | -                    |                      |                      |
| 2012-2013  | Rangers de New York          | LNH        | 26  | 2                | 2                | 4                | 8                | -                | -  | -                    | -                    | -                    |                      |                      |
| 2013-2014  | Rangers de New York          | LNH        | 30  | 3                | 3                | 6                | 18               | 4                | 0  | 2                    | 2                    | 2                    |                      |                      |
| 2013-2014  | Wolf Pack de Hartford        | LAH        | 41  | 15               | 28               | 43               | 47               | -                | -  | -                    | -                    | -                    |                      |                      |
| 2014-2015  | Rangers de New York          | LNH        | 58  | 10               | 13               | 23               | 23               | 19               | 1  | 7                    | 8                    | 2                    |                      |                      |
| 2014-2015  | Wolf Pack de Hartford        | LAH        | 18  | 6                | 9                | 15               | 12               | -                | -  | -                    | -                    | -                    |                      |                      |
| 2015-2016  | Rangers de New York          | LNH        | 82  | 22               | 21               | 43               | 46               | 5                | 0  | 3                    | 3                    | 4                    |                      |                      |
| 2016-2017  | Rangers de New York          | LNH        | 82  | 22               | 34               | 56               | 21               | 12               | 0  | 3                    | 3                    | 21                   |                      |                      |
| 2017-2018  | Rangers de New York          | LNH        | 63  | 13               | 27               | 40               | 28               | -                | -  | -                    | -                    | -                    |                      |                      |
| 2017-2018  | Lightning de Tampa Bay       | LNH        | 19  | 10               | 8                | 18               | 12               | 17               | 2  | 6                    | 8                    | 15                   |                      |                      |
| 2018-2019  | Lightning de Tampa Bay       | LNH        | 75  | 13               | 34               | 47               | 30               | 4                | 0  | 2                    | 2                    | 0                    |                      |                      |
| 2019-2020  | Canucks de Vancouver         | LNH        | 69  | 27               | 45               | 72               | 47               | 17               | 6  | 12                   | 18                   | 14                   |                      |                      |
| 2020-2021  | Canucks de Vancouver         | LNH        | 53  | 15               | 31               | 46               | 43               | -                | -  | -                    | -                    | -                    |                      |                      |
| 2021-2022  | Canucks de Vancouver         | LNH        | 80  | 32               | 67               | 99               | 47               | -                | -  | -                    | -                    | -                    |                      |                      |
| 2022-2023  | Canucks de Vancouver         | LNH        | 81  | 32               | 50               | 82               | 60               | -                | -  | -                    | -                    | -                    |                      |                      |
| 2023-2024  | Canucks de Vancouver         | LNH        | 81  | 37               | 66               | 103              | 58               | 13               | 3  | 9                    | 12                   | 8                    |                      |                      |
| Totaux LNH | Totaux LNH                   | Totaux LNH | 799 | 238              | 401              | 639              | 441              | 91               | 12 | 44                   | 56                   | 66                   |                      |                      |

### En équipe nationale
| Année | Équipe             | Compétition                          |   | PJ | B | A  | Pts | Pun | +/-            |  | Résultat |
| 2011  | États-Unis -18 ans | Championnat du monde moins de 18 ans | 6 | 4  | 8 | 12 | 6   | +8  | Médaille d'or  |  |          |
| 2012  | États-Unis junior  | Championnat du monde junior          | 6 | 2  | 2 | 4  | 0   | +3  | Septième place |  |          |
| 2013  | États-Unis junior  | Championnat du monde junior          | 7 | 2  | 7 | 9  | 2   | +5  | Médaille d'or  |  |          |
| 2016  | États-Unis         | Coupe du monde                       | 1 | 0  | 0 | 0  | 0   | -1  | Cinquième      |  |          |
| 2025  | États-Unis         | Confrontation des 4 nations          | 4 | 0  | 0 | 0  | 7   | +1  | Finalistes     |  |          |